# Egyptens härskare
För lista över Egyptens presidenter (1953-framåt), se Egyptens president.
För lista över Egyptens monarker (1800-1953), se lista över Egyptens statsöverhuvuden.

Pschent (klassisk grekiska: ψχεντ) var namnet på Dubbelkronan av Egypten. De gamla egyptierna kallade den sekhemti ' (de mäktiga två). Den kombinerade den Röda kronan av Nedre Egypten med den Vita kronan av Övre Egypten.

Det forntida Egyptens härskare, ofta kallade för faraoner, regerade från omkring 3000 f.Kr. fram till Grekisk-romersk tid. Den flera tusen år långa perioden uppdelas av nutida egyptologer i "riken" och "mellantider" samt i dynastier efter den antika historikern Manethos förebild.

## Kronologi och källor
Huvudartikel: Främre Orientens kronologi
Årtalen i den egyptiska kronologin kan inte bestämmas med exakthet före år 664 f.Kr. då det finns en direkt länk till assyrisk kronologi. Tidiga historiker förlitade sig mycket på kopior av Manethos egyptiska historia, trots att denna ofta stod i konflikt med fornegyptiska kungalistor. Det har dock visat sig att många av härskarna var samtida med varandra, särskilt under mellantiderna, varefter dateringarna har förkortats. Ett annat problem är att regeringslängderna för vissa härskare, exempelvis Thutmosis II, Horemheb och Seti I, är omtvistade. Med hjälp av astronomiska uppgifter i fornegyptiska texter om stjärnan Sirius och månens uppgång kan vissa datum under det Mellersta och Nya riket rekonstrueras. Dessa möjliga astronomiska dateringar återkommer dock i tidsintervaller, varför det finns en "hög", "medel", och "låg" kronologi för det Nya riket. Alla årtal nedan är före Kristi födelse (f. Kr.).

## Listor på faraoner

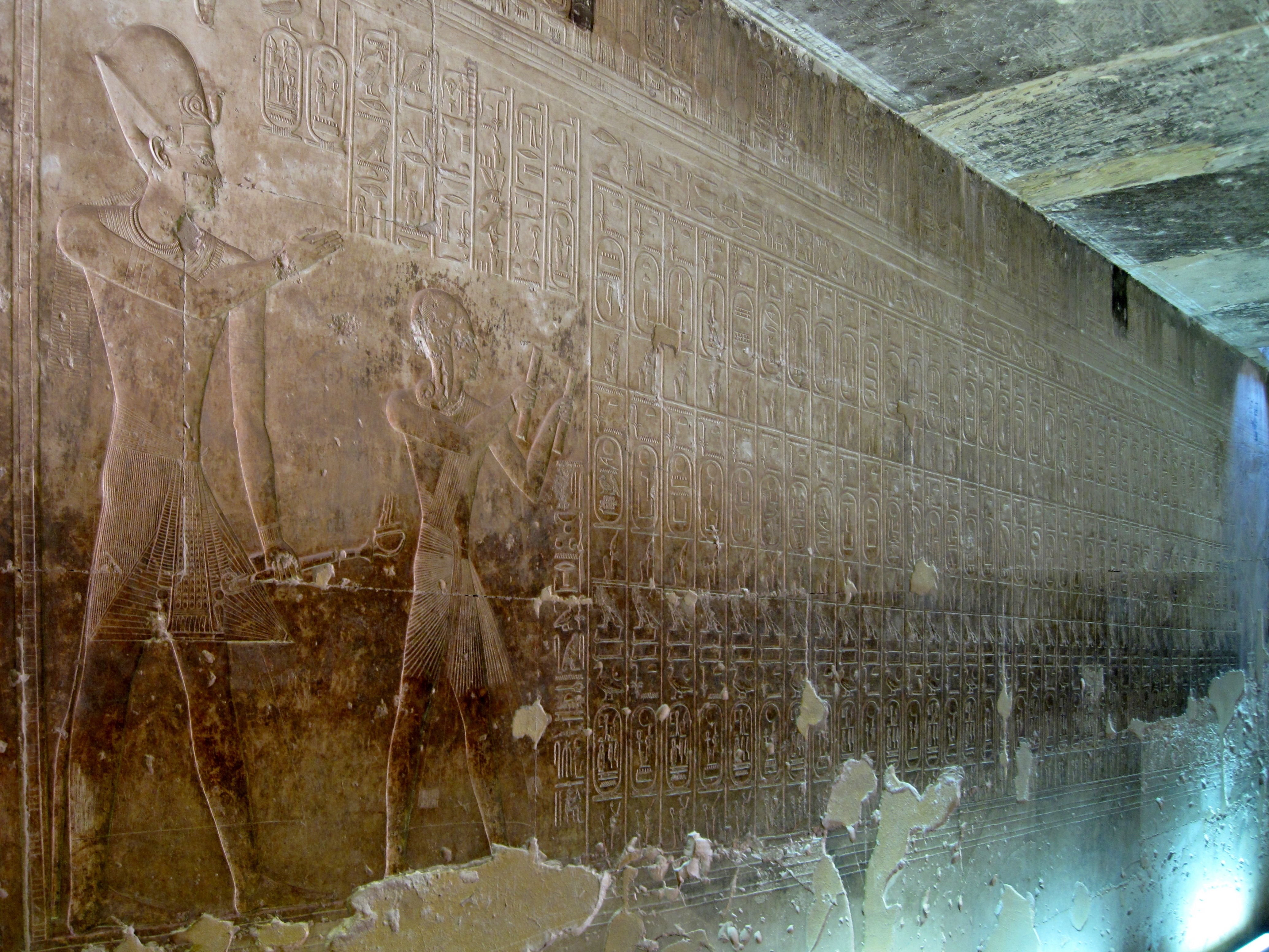
Abydoslistan.

Det finns flera kända källor som innehåller namnen på de egyptiska kungarna, men de viktigaste är:
- Turinpapyrusen – från omkring 1250 f. Kr. när Ramses II regerade.
- Abydoslistan – från omkring 1280 f. Kr. när Seti I var farao.
- Sakkaratabletten – från omkring 1250 f. Kr. när Ramses II var kung.
- Karnaklistan – från omkring 1450 f. Kr. när Thutmosis III var vid makten.
- Palermostenen – från omkring 2350 f. Kr. mot slutet på 5:e dynastin.

## Namn och titulatur
Traditionellt brukade faraos namn skrivas i så kallade kartuscher. I dessa brukade man skriva två av faraos namn, nämligen födelsenamnet ("dopnamnet") och regentnamnet. Sammanlagt hade farao emellertid fem namn. Dessa namn var födelsenamnet, regentnamnet, horusnamnet, nebtinamnet och guldhorusnamnet.
Historiskt sett är födelsenamnet, eller nomen och regentnamnet, också kallat praenomen, förhållandevis sent tillkomna. Namnen brukade anges i en viss ordning. Först angavs horusnamnet, därefter nebtinamnet, guldhorusnamnet och sist regentnamnet samt födelsenamnet. Tre av namnen betonar faraos roll som gud, medan de två återstående ledarskapet över Övre respektive Nedre Egypten. Horusnamnet bars av farao i egenskap av den förkroppsligade guden Horus. Nebtinamnet syftade på de båda gudinnorna Nekhbet och Wadjet som fungerade som faraos beskyddarinnor. Guldhorusnamnet syfte är oklart och omdebatterat. Faraos femfaldiga namn brukar kallas ren wer, vilket betyder "det stora namnet".
Förutom sina fem namn hade farao också titlar som Herren över tingens görare, vilket innebar att det var han som förverkligade saker och ting. En annan titel var sa Ra, vilket betyder "solens son" eller "son till Ra".
Regentnummer har tillagts faraonernas namn i efterhand av sentida historiker, för att lättare skilja olika faraoner med samma namn åt. Regentnummer användes inte under forntiden. Vissa faraoner är kända med sitt grekiska namn, medan andra med sitt födelsenamn, och ytterligare andra med sitt horusnamn. Av historiska skäl används till exempel det grekiska namnet Cheops istället för Khufu vilket var Cheops födelsenamn, och faraonerna under de första dynastierna använde bara horusnamn och deras födelsenamn är okända.

## Mytisk tid
även kallad Mytologisk tid
I Turinpapyrusen, på Palermostenen och i Manethos kungslistor finner man olika följder och namn på de åtta gudakungar som regerade Egypten från början. De var inga verkliga härskare utan gudar, men bör inkluderas på grund av sin ställning i den egyptiska mytologin.
| Turinpapyrusen | Manetho                  | Funktion           |
| -------------- | ------------------------ | ------------------ |
|                | Hefaistos (Ptah)         |                    |
| Ra             | Helios (Ra)              | Solens gud         |
|                | Sosis eller Sothis (Shu) | Luftens gud        |
| Geb            | Kronos (Geb)             | Jordens gud        |
| Osiris         | Osiris                   | Dödens gud         |
| Set            | Typhon (Set)             | Kaos               |
| Horus          | Horus                    | Himmels gud        |
| Thot           |                          | Vishet, skrift     |
| Ma'at          |                          | Ordningens gudinna |

Dessa gudakungar följs av ett antal halvgudar.
| Turinpapyrusen           | Manetho               | Regeringslängd enl. Manetho |
| ------------------------ | --------------------- | --------------------------- |
| Andra dynastin av gudar  | Dynasti av halvgudar  |                             |
| 3 Achu-dynastier         | 30 kungar från Memfis | 1790 år                     |
| Horus-lärjungar-dynastin | 10 kungar från Thinis | 350 år                      |

## Förhistorien (fördynastisk tid)
även kallad Protodynastisk tid
| Kung                  | Årtal (f. Kr.) | Anmärkningar |                |
| Före dynasti 0        | Före dynasti 0 | Före dynasti 0 | Före dynasti 0 |
| --------------------- | -------------- | --- | -------------- |
| Penabu (Elefant)      | omkring 3300   | Enstaka fynd bär hans namn dock väldigt osäker när och hur länge han regerade. |                |
| Selk I (Skorpion I)   | omkring 3250   | Skrift och bevattningsanläggning infördes under hans regeringstid. |                |
| Dynasti 0             |                | |                |
| Hedju                 | omkring 3200   | Den kronologiska ordningen mycket osäker. Bara funnen på två krukor. |                |
| Ni (Falken II)        | omkring 3100   | Känd från flera fynd i Tarkan, Tura och Naqada. Tydningen av namnet är osäker. |                |
| Dubbelfalken          | omkring 3100   | Flera fynd från deltat vilket tyder på att det var där han härskade. |                |
| Nineith               |                | Bara känd från lergods i grav 257 i Helwan. Tydningen av namnet är mycket osäker. |                |
| Hat                   |                | Känd från ett skepp i Tura. Tydningen av namnet är mycket osäker. |                |
| Krokodil              | omkring 3100   | Känd från ett sigill från Tarkan. |                |
| Iri                   |                | Känd från ett sigill från Zawyet el-Aryan. Dubbelgraven B1-2 i Abydos tillhör honom. Hans namn är omstritt, kanske betyder det Lejon. Indelningen i Nedre och Övre Egypten användes för första gången under Iri. |                |
| Selk II (Skorpion II) | omkring 3025   | Hans grav ligger antingen i Nekhen eller i Abydos (grav B50). På en avbildning från Nekhen ses han med Övre Egyptens vita krona.                                                                                 |                |
| Ka (Sekhen)           | omkring 3020   | Dubbelgraven B7/9 i Abydos tillhör honom. |                |
| Narmer                | omkring 3000   | Dubbelgraven B17/18 i Abydos tillhör honom. Egypten upplevde ett kulturellt uppsving. (Hans placering i dynasti 0 är omstridd. Se även Menes.                                                                    |                |

## Tidig dynastisk tid
även kallad Arkaisk tid eller Thinitisk tid 
| Födelsenamn       | Regentnamn   | Horusnamn     | Grekiska                  | Årtal (f. Kr.)  | Kommentarer                                                   |
| 1:a dynastin      | 1:a dynastin | 1:a dynastin  | 1:a dynastin              | 1:a dynastin    | 1:a dynastin                                                  |
| ----------------- | ------------ | ------------- | ------------------------- | --------------- | ------------------------------------------------------------- |
|                   |              | Aha           |                           | cirka 3000–2980 | Egyptens första kung. Möjligen identisk med Menes.            |
| Teti I, Ateti     |              |               | Atotis I                  | cirka 2980      | Bara nämnd i senare konungslistor.                            |
| Iteti             |              | Djer          | Atotis II, Kenkenes       | ca 2980–2960    | Fälttåg i Nubien.                                             |
|                   |              | Wadj          | Atotis III, Uenephes      | ca 2960–2930    | Grav i Abydos.                                                |
|                   | Khasti       | Den (Udimu)   | Usaphais, Usaphaidos      | ca 2930–2910    | Framsteg inom konst och skrift.                               |
|                   | Meribiapen   | Adjib         | Niebais, Miebis, Miebidos | ca 2910–2890    | Grav i Abydos.                                                |
| Semset            |              | Semerkhet     | Semempses                 | ca 2890/2870    | Son till Den. Expedition till Sinai.                          |
|                   |              | Ka            | Ubienthes, Bieneches      | ca 2870–2850    |                                                               |
| 2:a dynastin      |              |               |                           |                 |                                                               |
| Bedjau, Baunetjer |              | Hetepsekhemui | Boethos, Bochos           | ca 2840         | Grav i Sakkara.                                               |
| Kakau             |              | Nebre         | Kaichoos, Choos           | ca 2830         | Möjligen de första tecknen på soldyrkan.                      |
|                   |              | Ninetjer      | Binothris                 | ca 2810         | Grav i Sakkara.                                               |
| Weneg, Wadjnes    |              |               | Tlas                      | ca 2790         | Bara nämnd i sen-antika listor, kanske identisk med Sekhemib. |
| Senedj            |              |               | Senthenes                 | ca 2790         | Alltid nämnd som den femte faraon i Andra dynastin.           |
|                   |              | Sekhemib      |                           |                 | Kanske Peribsens horusnamn. Maktkamper, osäker tronföljd.     |
| Peribsen          |              | Seth-peribsen | Chaires                   |                 | Använde Seth som gud istället för Horus.                      |
| Neferkare I, Aaka |              |               | Nephercheres              |                 | Osäker identitet                                              |
| Neferkasokar      |              |               | Sesokhris                 |                 | Osäker identitet                                              |
| Bebeti, Djadjai   |              | Khasekhemwy   | Cheneres                  | ca 2740         | Enade de två landen igen. Stor grav i Abydos.                 |

## Gamla riket
En period mest känd för de stora pyramidbyggena.
I slutet av perioden försvagades kungamakten och riket härjades av svält, vilket ledde till att det kollapsade.
| Födelsenamn                 | Regentnamn         | Horusnamn    | Grekiska             | Årtal (f. Kr.) | Kommentarer |
| 3:e dynastin                | 3:e dynastin       | 3:e dynastin | 3:e dynastin         | 3:e dynastin   | 3:e dynastin |
| --------------------------- | ------------------ | ------------ | -------------------- | -------------- | --- |
| Nebka                       |                    |              | Necherophes          | ca 2740–2720   | |
| Djoser                      |                    | Netjerikhet  | Tosorthros           | ca 2720–2700   | Lät bygga den första pyramiden Djosers trappstegspyramid i Sakkara.                                                                        |
| Djoserteti, Teti            |                    | Sekhemkhet   | Tyreis               | ca 2700–2695   | Lät bygga pyramiden Den begravda pyramiden i Sakkara.                                                                                      |
| Hudjefa II                  |                    |              |                      |                | |
|                             |                    |              | Mesochris            |                | |
| Nebkare                     |                    |              |                      |                | |
| Neferkare                   |                    |              |                      |                | |
| Huni                        |                    |              |                      | ca 2690–2670   | |
|                             |                    | Khaba        |                      | cirka 2670?    | Lät troligen bygga en pyramid (Khabas pyramid) vid Zawyet el-Aryan.                                                                        |
|                             |                    | Sa           |                      |                | |
|                             |                    | Kahedjet     |                      | cirka 2670?    | Bara känd från en stele. Möjligen Hunis horusnamn.                                                                                         |
| 4:e Dynastin                |                    |              |                      |                | |
| Snofru                      |                    | Nebmaat      | Soris                | ca 2670–2650   | Lät bygga minst tre pyramider: Meidum, Den böjda pyramiden och Röda pyramiden.                                                             |
| Khufu                       |                    | Medjedu      | Cheops, Suphis       | ca 2650–2580   | Byggde Cheopspyramiden i Giza; sände expeditioner till Nubien och Sinai, och handlade med Byblos.                                          |
| Djedefre, Radjedef          |                    | Kheper       | Ratoises             | ca 2580–2570   | |
| Khafre                      |                    | Userib       | Chefren, Suphis II   | ca 2570–2530   | Uppförde Chefrens pyramid i Giza. |
| Baka, Bakare                |                    |              | Bicheris             | ca 2530        | Påbörjade en pyramid i Zawyet el-Aryan som aldrig färdigställdes.                                                                          |
| Menkaura                    |                    | Kakhet       | Mykerinos, Mencheres | ca 2530–2510   | Mest känd för sin pyramid Menkauras pyramid i Giza.                                                                                        |
| Shepseskaf                  |                    | Shepsekhet   | Sebercheres          | ca 2510–2500   | |
|                             |                    |              | Thamphthis           | ca 2500        | Regeringstid och/eller existens omtvistad.                                                                                                 |
| 5:e Dynastin                |                    |              |                      |                | |
| Userkaf                     |                    | Horirimaat   | Usercheres           | ca 2500–2490   | Byggde en pyramid i Sakkara och ett soltempel i Abusir.                                                                                    |
| Sahura                      |                    | Nebkhau      | Sephres              | ca 2490–2475   | Byggde en pyramid i Abusir. |
| Kakai                       | Neferirkara        | Userkhau     | Nephercheres         | ca 2475–2465   | Byggde en pyramid i Abusir. |
| Netjeruser                  | Shepseskara        | Sekhemkhau   | Sisiris              | ca 2465–2460   | |
| Isi                         | Neferefra          | Khaunefer    | Cheres               | ca 2460–2455   | Byggde en ofullbordad pyramid i Abusir. |
| Ini                         | Neuserra           | Setibtaui    | Rathures             | ca 2455–2420   | Byggde en pyramid i Abusir och sitt soltempel i Abu Gurob.                                                                                 |
| Kaiu                        | Menkauhor          | Menkhau      | Mencheres            | ca 2420–2410   | |
| Isesi                       | Djedkara           | Djedkhau     | Tancheres            | ca 2410–2380   | Byggde en pyramid i södra Sakkara. |
| Unas                        | Unis               | Wadjtaui     | Onnos                | ca 2380–2350   | Byggde en pyramid i Sakkara, vilken innehåller de äldsta pyramidtexterna.                                                                  |
| 6:e Dynastin                |                    |              |                      |                | |
| Teti                        |                    | Seheteptaui  | Othoes               | ca 2318–2300   | Byggde en pyramid Tetis pyramid i norra Sakkara.                                                                                           |
| Userkara                    |                    |              |                      | ca 2300        | Möjligen en interim regent för en ung Pepi I.                                                                                              |
| Pepi I                      | Merire, Nefersahor | Meritaui     | Fiops                | ca 2295–2250   | |
| Merenra I (Nemtiemsaf I)    | Merienre           | Ankhkhau     | Menthesuphis         | ca 2250–2245   | Byggde en ofullbordad pyramid i södra Sakkara.                                                                                             |
| Pepi II                     | Neferkare          | Netjerikhau  | Pepi                 | ca 2245–2180   | Besteg tronen som barn och regerade i över 60 år. Under hans styre växte decentraliseringen av förvaltningen. Byggde en pyramid i Sakkara. |
| Merenra II, (Nemtiemsaf II) |                    | S..taui?     | Menthusuphis         | ca 2180        | |

## Första mellantiden
även kallad Första intermediet
| Farao                                                                                     | Regentnamn           | Årtal (f. Kr.) | Anmärkningar                                                                        |
| 7:e dynastin                                                                              | 7:e dynastin         | 7:e dynastin   | 7:e dynastin                                                                        |
| ----------------------------------------------------------------------------------------- | -------------------- | -------------- | ----------------------------------------------------------------------------------- |
| Enligt Manetho regerade 70 kungar i 70 dagar, men inga fysiska spår av dessa har hittats. |                      |                |                                                                                     |
| 8:e dynastin                                                                              |                      |                |                                                                                     |
|                                                                                           | Neterikare           |                | Bara omnämnd i Abydoslistan (nr 40).                                                |
|                                                                                           | Menkare              |                | Bara omnämnd i Abydoslistan (nr 41) och på ett cylindersigill.                      |
|                                                                                           | Neferkare II         |                | Bara omnämnd i Abydoslistan (nr 42).                                                |
| Nebi                                                                                      | Neferkare            |                | Son till Pepi II.                                                                   |
| Djedkara Shemai                                                                           |                      |                | Bara omnämnd i Abydoslistan (nr 44).                                                |
| Neferkara Chendu                                                                          |                      |                | Bara omnämnd i Abydoslistan (nr 45).                                                |
|                                                                                           | Merenhor             |                | Bara omnämnd i Abydoslistan (nr 46).                                                |
|                                                                                           | Neferkamin, Sneferka |                | Omnämnd i Abydoslistan (nr 47).                                                     |
|                                                                                           | Nikara I             |                | Bara omnämnd i Abydoslistan (nr 48).                                                |
| Tereru                                                                                    | Neferkara            |                | Bara omnämnd i Abydoslistan (nr 49).                                                |
|                                                                                           | Neferkahor           |                | Bara omnämnd i Abydoslistan (nr 50) och från cylindersigill.                        |
| Pepiseneb                                                                                 | Neferkara            |                | Bara omnämnd i Abydoslistan (nr 51) och kanske Turinpapyrusen.                      |
| Neferkamin Anu                                                                            | Nefer (-kamin?)      |                | Bara omnämnd i Abydoslistan (nr 52) och Turinpapyrusen.                             |
| Ibi                                                                                       | Kakare               |                | Det enda kända monumentet är en pyramid i Sakkara.                                  |
|                                                                                           | Neferkaure           |                | Omnämnd i Abydoslistan (nr 54). Koptosdekretet härstammar från dennes regeringstid. |
| Khuiuihapi                                                                                | Neferkauhor          |                | Omnämnd i Abydoslistan (nr 55).                                                     |
|                                                                                           | Neferirkare II       |                | Ordningsföljden osäker, omnämnd i Abydoslistan (nr 56).                             |
|                                                                                           | Sekhemkare           |                | Exakt placering mycket osäker.                                                      |
|                                                                                           | Wadjkare             |                | Endast omnämnd av tjänsteman.                                                       |
|                                                                                           | Iti                  |                | Exakt placering mycket osäker.                                                      |
| Imhotep                                                                                   |                      |                | Exakt placering mycket osäker.                                                      |
| Hetep                                                                                     | ...re                |                | Exakt placering mycket osäker.                                                      |
| Khui                                                                                      |                      |                | Exakt placering mycket osäker.                                                      |
| Isu                                                                                       |                      |                | Exakt placering mycket osäker.                                                      |
| Iytenu                                                                                    |                      |                | Exakt placering mycket osäker.                                                      |
| 9:e och 10:e dynastierna                                                                  |                      |                |                                                                                     |
| Wahkare Kheti I                                                                           |                      |                | Exakt placering osäker.                                                             |
| Neferkare III                                                                             |                      |                | Exakt placering osäker.                                                             |
| Meriibre                                                                                  |                      |                | Exakt placering osäker.                                                             |
| Neferkare Kheti III                                                                       |                      |                | Exakt placering osäker.                                                             |
| Nebkaure Kheti                                                                            |                      |                | Exakt placering mycket osäker.                                                      |
| Merikare                                                                                  |                      |                | Exakt placering mycket osäker.                                                      |

## Mellersta riket
| Födelsenamn             | Regentnamn              | Horusnamn                            | Grekiska                       | Årtal (f. Kr.) | Anmärkningar |
| 11:e dynastin           | 11:e dynastin           | 11:e dynastin                        | 11:e dynastin                  | 11:e dynastin  | 11:e dynastin |
| ----------------------- | ----------------------- | ------------------------------------ | ------------------------------ | -------------- | --- |
| Mentuhotep I            |                         | Hortepia                             |                                |                | Ansågs först enligt senare tradition som kung. |
| Intef I                 |                         | Sehertaui                            |                                | 2077–2065      | Första kungen i Thebe. |
| Intef II                |                         | Wahankh                              |                                | 2065–2016      | Regerade från södern, utökade inflytandet i norr. |
| Intef III               |                         | Nebtepnefer, Nakhtnebtepnefer        |                                | 2016–2008      | Fortsatte troligen expansionen norrut. |
| Mentuhotep II           | Nebhepetre              | Seankhibtaui, Netjerhedjet, Semataui |                                | 2008–1957      | Förenade Egypten igen. Anses av många egyptologer som den riktiga början av Mellersta riket. |
| Mentuhotep III          | Seankhkare, Seneferkare | Seankhtaui                           |                                | 1957–1945      | Styrks av ett flertal tempel. |
| Mentuhotep IV           | Nebtauire               | Nebtaui                              |                                | 1945–1938      | |
| 12:e dynastin           |                         |                                      |                                |                | |
| Amenemhet I             | Sehetepibre             | Wehemmesut                           | Amenemes I                     | 1938–1909      | Var troligen visir under Mentuhotep IV innan han kom till makten. Han avslutade enandet och gjorde sin son Sesostris till medregent i sitt 20:e år. Byggde en pyramid i El-Lisht.                  |
| Senusret I              | Kheperkare              | Ankhmesut                            | Sesostris I, Sesonchosis       | 1919–1874      | Var förmodligen den viktigaste härskaren i tolfte dynastin. En mycket omfattande byggverksamhet och under hans regeringstid skrevs till exempel Sinuhes berättelse . Byggde en pyramid i El-Lisht. |
| Amenemhet II            | Nubkaure                | Hekenmaat                            | Ammenemes II                   | 1877–1843      | Hade intensiva handelsförbindelser med Mindre Asien och Kreta. I ungefär två år var han medregent med sin far Sesostris I. Byggde en pyramid i Dahshur.                                            |
| Senusret II             | Khakheperre             | Seshemutaui                          | Sesostris II                   | 1844–1837      | Var medregent med sin far Amenemhet II i tre år. Byggde en pyramid i Lahun. |
| Senusret III            | Khakaure                | Netjerikheperu                       | Sesostris III                  | 1836–1818      | Stark centralisering av landet. Ansågs vara beskyddare av Nubien. Byggde en pyramid i Dahshur. |
| Amenemhet III           | Nimaatre                | Aabau                                | Ammenemes III, Lamares, Ameres | 1818–1772      | Byggde två pyramider, den första i Dahshur och den andra i Hawara. |
| Amenemhet IV            | Maakherure              | Kheperkheperu                        | Ammenemes                      | 1773–1763      | Flera expeditioner till Sinai. Oklart om han byggde den sydliga pyramiden i Masghuna. |
| Sobekneferu, Nefrusobek | Sobekkare               | Meritre                              | Arsino, Skemiophris            | 1763–1759      | Den första bekräftade kvinnliga monarken av Egypten. Osäkert hon byggde den nordliga pyramiden i Masghuna.                                                                                         |

## Andra mellantiden
även kallad Andra intermediet eller Hyksostiden
Ordningen och klassificeringen på härskare följer Turinpapyrusen. Efter mitten på trettonde dynastin och fram till slutet på sjuttonde är tolkningen av papyrusen mycket omtvistad och osäker eftersom den är i väldigt dåligt skick. Angivna regeringstider är även de mycket osäkra.
| Farao                                                                                           | Regentnamn               | Årtal (f. Kr.) | Anmärkningar |
| 13:e dynastin                                                                                   | 13:e dynastin            | 13:e dynastin  | 13:e dynastin |
| ----------------------------------------------------------------------------------------------- | ------------------------ | -------------- | --- |
| Wegaf                                                                                           | Khutawire                | runt 1759–1757 | Förmodligen den 13:e dynastins första farao. Turinpapyrusen: 6.5 och Karnaklistan: 51.                                |
| Amenemhet V (Senebef)                                                                           | Sekhemkare               | ca 1750        | Turinpapyrusen: 6.6                                                                                                   |
|                                                                                                 | Amenemhat..re            |                | Turinpapyrusen: 6.7                                                                                                   |
|                                                                                                 | Sehetepibre              |                | Turinpapyrusen: 6.8                                                                                                   |
| Iuefni                                                                                          | Iufeni                   |                | Turinpapyrusen: 6.9                                                                                                   |
| Amenemhet VI                                                                                    | Seankhibre               |                | Turinpapyrusen: 6.10 och Karnaklistan: 37                                                                             |
| Nebennu (Nebnun)                                                                                | Semenkare                | omkring 1740   | Turinpapyrusen: 6.11                                                                                                  |
|                                                                                                 | Sehetepibre              |                | Turinpapyrusen: 6.12                                                                                                  |
|                                                                                                 | Sewadjkare               | runt 1737      | Turinpapyrusen: 6.13                                                                                                  |
|                                                                                                 | Nedjemibre               | runt 1736      | Turinpapyrusen: 6.14. Två osäkra Skarabé fynd.                                                                        |
| Sobekhotep?                                                                                     | Sobek..p..re             | omkring 1743   | Turinpapyrusen: 6.15                                                                                                  |
| Renseneb                                                                                        |                          |                | Turinpapyrusen: 6.16 och på en pärla med tillägget Amenemhet.                                                         |
| Hor I                                                                                           | Autibre                  | ca 1732        | Grav i Dashur. Turinpapyrusen: 6.17                                                                                   |
| Amenemhet VII                                                                                   | Sedjefakare              | runt 1731–1724 | Namn på Turinpapyrusen: 6.18 och en skarabé och ett cylindersigill.                                                   |
| Amenemhet Sobekhotep II                                                                         | Sekhemre Khuitaui        | runt 1724–1718 | Byggde möjligtvis en pyramid i Sakkara. Turinpapyrusen: 6.19 och Karnaklistan: 36.                                    |
| Khendjer                                                                                        | Userkare                 | runt 1718–1712 | Byggde en pyramid i Södra Sakkara. Troligen Turinpapyrusen: 6.20                                                      |
| Emrameshau                                                                                      | Semenkhkare              | omkring 1711   | Turinpapyrusen: 6.21 och på två kolossalstatyer i Tanis.                                                              |
| Intef IV                                                                                        | Sehotepkare              | omkring 1710   | På Turinpapyrusen: 6.22 och ett fåtal objekt.                                                                         |
| Set                                                                                             | ..ibre                   | omkring 1709   | Turinpapyrusen: 6.23                                                                                                  |
| Sobekhotep III                                                                                  | Sekhemre Sewadjtaui      | runt 1708–1705 | Byggde över hela landet. Karnaklistan nr 35.                                                                          |
| Neferhotep I                                                                                    | Khasekhemre              | runt 1705–1694 | Expeditioner till Byblos, talrika Monument av farao. Karnaklistan: 34.                                                |
| Sahathor                                                                                        | Menwadjre                | omkring 1694   | Regerade endast några månader.                                                                                        |
| Sobekhotep IV                                                                                   | Khaneferre               | runt 1694–1685 | Många monument i alla delar av landet. Karnaklistan: 33.                                                              |
| Sobekhotep V                                                                                    | Khahotepre               | runt 1685–1680 | Karnaklistan: 46 och Turinpapyrusen: 7.1                                                                              |
| Ibiau                                                                                           | Wahibre                  | runt 1680–1670 | Turinpapyrusen: 7.2                                                                                                   |
| Ay I                                                                                            | Merineferre              | ca 1669–1659   | Siste härskaren i Andra mellantiden. Turinpapyrusen: 7.3                                                              |
| Sobekhotep VI                                                                                   | Merihotepre              | runt 1656–1654 | Turinpapyrusen: 7.4                                                                                                   |
| Sewadjtu                                                                                        | Seankhenre               | runt 1654–1651 | Turinpapyrusen: 7.5                                                                                                   |
| Neferhotep II                                                                                   | Merisekhemre             |                | Turinpapyrusen: 7.6                                                                                                   |
| Hori                                                                                            | Sewadjkare               | omkring 1647   | Turinpapyrusen: 7.7                                                                                                   |
| Sobekhotep VII                                                                                  | Merkaure                 | runt 1646–1644 | Den siste härskaren av 13:e dynastin vars namn med säkerhet är bevarat i Turinpapyrusen 7.8 och i Karnaklistan nr 42. |
| Tronföljden på återstående faraoner i 13:e dynastin är mycket osäker.                           |                          |                | |
| Dedumose                                                                                        | Djedhotepre, Djedneferre |                | Turinpapyrusen: 7.13                                                                                                  |
| Ibi II                                                                                          | ..maat..re Ibi           |                | Turinpapyrusen: 7.14                                                                                                  |
| Hor II                                                                                          | ..webenre Hor            |                | Turinpapyrusen: 7.15                                                                                                  |
|                                                                                                 | Se..kare                 |                | Turinpapyrusen: 7.16                                                                                                  |
| Senebmiu                                                                                        | Sewahenre                | efter 1640     | Troligen slutet på namnet i Turinpapyrusen: 7.17                                                                      |
|                                                                                                 | Merkheperre              |                | Bara nämnd i Turinpapyrusen: 7.22                                                                                     |
|                                                                                                 | Merkare                  |                | Bara delvis nämnd i Turinpapyrusen: 7.23                                                                              |
| Neferhotep II                                                                                   | Merisekhemre             | omkring 1650   | Namn på två statyer.                                                                                                  |
|                                                                                                 | Sekhaenre                |                | Fragment i Mentuhotep II:s tempel och möjligtvis Turinpapyrusen: 7.20                                                 |
| Sesostris IV                                                                                    | Seneferibre              |                | |
| Mentuemsaf                                                                                      | Djedankhre               |                | |
| Neferhotep III (Ijkhernofret)                                                                   | Sekhemre Seankhtaui      |                | Stridigheter i Thebe, troligen anfall av Hyksoser.                                                                    |
| Mentuhotep V                                                                                    | Meriankhre               |                | Känd från en staty i Amon-Ra-templet i Karnak.                                                                        |
| Sobekhotep VIII                                                                                 | Sekhemre Seusertaui      |                | Karnaklistan: 43. |
| Ini I                                                                                           | Merireshepes             |                | Bara omnämnd på en enda staty.                                                                                        |
| Mentuhotep VI                                                                                   | Sewedjare                |                | På ett fragment från Mentuhotep II:s dödstempel.                                                                      |
| Senaaib                                                                                         | Menkhaure                |                | Endast på en stele i Abydos.                                                                                          |
| Sobekhotep IX                                                                                   | Maare                    |                | Namnet endast funnet på skarabéer.                                                                                    |
| Upuautemsaf                                                                                     | Sekhemre Neferkhau       |                | Endast på en stele och som graffiti.                                                                                  |
| Sobekhotep I                                                                                    | Khaankhre                |                | Monument i Abydos. Karnaklistan: 47.                                                                                  |
| Amenikemau                                                                                      |                          |                | Namnet endast funnet i en pyramid i Dashur.                                                                           |
| 14:e dynastin (småkungar i Nildeltat) ca 1750–1550                                              |                          |                | |
| Nehesi                                                                                          | Aasehre                  |                | Namnet finns på flera monument i nordöstra deltat.                                                                    |
|                                                                                                 | Merdjefare               |                | Namn funnet på en stele.                                                                                              |
|                                                                                                 | Khatire                  |                | Turinpapyrusen: 8.2                                                                                                   |
|                                                                                                 | Nebfaure                 |                | Turinpapyrusen: 8.3                                                                                                   |
|                                                                                                 | Sehabre                  |                | Turinpapyrusen: 8.4                                                                                                   |
| Resten av 14:e dynastin är uteslutande kända från starkt fragmenterade delar av Turinpapyrusen. |                          |                | |
| 15:e dynastin (Hyksos) ca 1640–1539 f. Kr.                                                      |                          |                | |
| Salitis                                                                                         |                          | ca 1630–1615   | Kanske identisk med Sharek.                                                                                           |
| Beon                                                                                            |                          | ca 1615–1602   | Kanske identisk med Sheshi.                                                                                           |
| Apachnas                                                                                        |                          | ca 1602–1594   | Kanske identisk med Jakobher.                                                                                         |
| Khajan                                                                                          | Seuserenre               | ca 1594–1574   | |
| Apopi I                                                                                         | 1. Aaqenenre 2. Aauserre | ca 1574–1534   | Revolt mot hyksoserna i Thebe.                                                                                        |
| Khamudi                                                                                         |                          | ca 1534–1522   | Khamudi tvingas överlämna huvudstaden Avaris till Ahmose. Sista hyksoskungen.                                         |
| 16:e dynastin (hyksosvasaller, samtida med 15:e dynastin) ca 1640–1550 f.Kr.                    |                          |                | |
| Anather (Anathaddi)                                                                             |                          |                | Förmodligen en prins från Palestina.                                                                                  |
| Aperanat (Useranat)                                                                             |                          |                | Förmodligen en prins från Palestina.                                                                                  |
| Semqen                                                                                          |                          |                | Förmodligen en utländsk prins.                                                                                        |
| Sakarher                                                                                        |                          |                | |
| Apopi II                                                                                        |                          |                | Möjligen identisk med Apopi I                                                                                         |
| Sheshi                                                                                          | Maaibre                  |                | På Skarabéer från Palestina till Sudan. Möjligen identisk med Beon.                                                   |
| Jakobher (Jaqabhaddu)                                                                           | Meriuserre               |                | Funnet på skarabéer i Sudan; Möjligen identisk med Beon eller Apachnas.                                               |
| Jamu (Jaam)                                                                                     | Nubuserre                |                | Funnet på skarabéer i Deltat.                                                                                         |
| Jaqebmu (Jakabam)                                                                               | Sekhaenre                |                | Bara funnet på scarabéer.                                                                                             |
| Aamu                                                                                            | Khauserre)               |                | Lokalfurste i deltat.                                                                                                 |
| Pepi III                                                                                        | Seneferankhre            |                | Bara funnet på scarabéer.                                                                                             |
|                                                                                                 | Nebmaatre                |                | Inskrift på en yxa. Troligen mellanegyptisk småkung.                                                                  |
|                                                                                                 | Aahetepre                |                | Bara på scarabéer. |
|                                                                                                 | Anetjerire               |                | Bara funnet på en scarabé.                                                                                            |
|                                                                                                 | Meribre                  |                | Bara funnet på en scarabé.                                                                                            |
|                                                                                                 | Nubanchre                |                | Bara på funnet scarabéer.                                                                                             |
| Nikare II                                                                                       |                          |                | Bara på funnet scarabéer.                                                                                             |
| Sharek                                                                                          |                          |                | Möjligen identisk med Shalik.                                                                                         |
| Wadjed                                                                                          |                          |                | Bara på funnet scarabéer.                                                                                             |
| Kareh (Kur)                                                                                     |                          |                | Bara funnet på scarabéer.                                                                                             |
| Shenes                                                                                          |                          |                | |
| 17:e dynastin (i Thebe) ca 1640–1540 f. Kr.                                                     |                          |                | |
| Rahotep                                                                                         | Sekhemre Wahkhau         | runt 1622–1619 | Tillhör möjligen 13:e dynastin. Karnaklistan: 54.                                                                     |
| Sobekemsaf I                                                                                    | Sekhemre Wadjchau        | runt 1619–1603 | Låg byggverksamhet och få inskriptioner. Hans grav plundrades ca 1827.                                                |
| Djehuti                                                                                         | Sekhemre Sementaui       | runt 1602–1601 | Karnaklistan: 8. |
| Mentuhotep VII                                                                                  | Seankhenre               | omkring 1601   | Regerade endast över Thebe och dess närhet.                                                                           |
| Nebirirau I                                                                                     | Sewadjenre               | runt 1601–1582 | Turinpapyrusen: 11.4                                                                                                  |
|                                                                                                 | Semenenre                | runt 1582–1580 | Namn funnet i Turinpapyrusen: 11.7 och på en yxa.                                                                     |
| Bebankh                                                                                         | Seuserenre               | runt 1580–1572 | Sattes förr i 14:e eller 16:e dynastin. Karnaklistan: 27.                                                             |
| Sobekemsaf II                                                                                   | Sekhemre Shedtaui        | runt 1572–1570 | Förmodligen son till Sobekemsaf I.                                                                                    |
| Intef V                                                                                         | Sekhemre Wepmaat         | runt 1570–1560 | |
| Intef VI                                                                                        | Sekhemre Heruhormaat     | ca 1560        | En bror till Intef VII. Hans grav plundrades ca 1850.                                                                 |
| Intef VII                                                                                       | Nubkheperre              |                | Möjligen son till Sobekemsaf II. En del monument i Karnak och Koptos. Karnaklistan: 28.                               |
| Tao I (Djehutiaa)                                                                               | Senaktenre               | ca 1550        | Inte besläktad med sin föregångare. Karnaklistan: 26.                                                                 |
| Tao II                                                                                          | Seqenenre                | ca 1545        | Förmodligen son till sin föregångare Tao I. Kämpade mot hyksoser och föll i strid. Karnaklistan: 25.                  |
| Kamose                                                                                          | Wadjkheperre             | ca 1545–1539   | Expanderade norrut och återerövrade stora delar av landet från hyksosernas.                                           |

## Nya riket
| Födelsenamn                                  | Regentnamn                                 | Horusnamn                           | Grekiska                         | Årtal (f. Kr.) | Anmärkningar |
| 18:e dynastin                                | 18:e dynastin                              | 18:e dynastin                       | 18:e dynastin                    | 18:e dynastin  | 18:e dynastin |
| -------------------------------------------- | ------------------------------------------ | ----------------------------------- | -------------------------------- | -------------- | --- |
| Ahmose                                       | Nebpehtire                                 | Aakheperu Kamuaset                  | Amosis, Tethmosis                | 1539–1514      | Besläktad med 17:e dynastin. Han drev ut Hyksoserna från Egypten och underkuvade Nubien. Byggde den sista pyramiden i Egypten. |
| Amenhotep I                                  | Djeserkare                                 | Kawaftawy                           | Amenophis I                      | 1514–1493      | Ahmoses son. Son till Ahmose. Han konsoliderade staten och utvidgade erövringarna i Nubien. Byggde många monument baserade på de i Mellersta riket. |
| Djehutimes                                   | Aakheperkare                               | Kanekhet Merimaat                   | Thutmosis I                      | 1493–1482      | Var inte besläktad med sin föregångare utan gifte sig till tronen. Ledde kampanjer mot Nubien och Syrien. |
| Djehutimes                                   | Aakheperenre                               | Kanekhet Userpehti                  | Thutmosis II                     | 1482–1479      | Var gift med sin halvsyster Hatshepsut och regerade bara en kort tid. |
| Hatshepsut                                   | Maatkare                                   | Useretkau                           | Amensis                          | 1479–1458      | Drottning Hatshepsut var först förmyndarregent för barnet Tuthmosis III men gjorde sig så småningom till ensam härskare. |
| Djehutimes                                   | Menkheperre                                | Kanakht Khaemuaset                  | Thutmosis III, Misphragmuthosis  | 1458–1426      | Kom först till makten efter hans styvmor Hatshepsuts död. Ledde många expeditioner till Främre Orienten. |
| Amenhotep II                                 | Aakheperure                                | Kanakht Userpekhty                  | Amenophis II                     | 1426–1400      | Son till Thutmosis III som först var dennes medregent under två år. |
| Djehutimes                                   | Menkheperure                               | Kanakht Utkhau                      | Thutmosis IV                     | 1400–1390      | Grävde upp Sfinxen i Giza från ökensanden och reste en skriftavla mellan sfinxens framben. |
| Amenhotep III                                | Nebmaatre                                  | Kanakht Khaemmaat                   | Amenophis III                    | 1390–1353      | Mestadelen av Luxortemplet byggdes under dennes regeringstid. |
| 1. Amenhotep IV 2. Akhenaton                 | Neferkheperure Waenre                      | 1. Kanakht Kasuti 2. Meriaton       | Amenophis IV, Acherres, Kenkeres | 1353–1336      | 1. Innan namnbytet. 2. Efter namnbytet. Grundade Aton-kulten, den tidigaste kända monoteistiska religionen. Byggde den nya huvudstaden Akhetaton. Efter hans död raderades minnet av honom från många monument. |
| Smenkhkare                                   | Ankhkheperure Meriwaenre                   |                                     | Rhathos                          | 1335–1332      | Väldigt lite är känt om denna kung. Det finns teorier om att det var Nefertiti som regerade, fast under ett annat namn. |
| Tutankhamon                                  | Nebkheperure                               | Kanakht Tutmesut                    | Chebres                          | 1332–1323      | Bara hans namn var känt innan hans grav hittades. Han flyttade huvudstaden från Akhetaton tillbaks till Thebe och återinsatte den gamla religionen. Det spekuleras fortfarande mycket om hans tidiga död. |
| Ay, Itnetjerai                               | Kheperkheperure                            | Kanakht Tekhenkhau                  |                                  | 1323–1319      | Kanske far till Nefertiti och storvisir under Tutankhamon. |
| Horemheb                                     | Djeserkheperure Setepenre                  | Kanakht Sepedsekheru                | Harmais, Armais                  | 1319–1292      | Obesläktad befälhavare under Tutankhamon. |
| 19:e dynastin                                |                                            |                                     |                                  |                | |
| Ramses I (Ramessu)                           | Menpehtire                                 | Kanakht Uadjenesit                  | Ramessis                         | 1292–1290      | Förmodligen general och visir under Horemheb. |
| Seti I (Seti Merienptah)                     | Menmaatre                                  | Kanakht Khaemuaset Seankhtaui       | Sethos I                         | 1290–1279      | Flera kampanjer i Syrien och Libyen. Omfattande konstruktion av tempel och monument. I Abydos finns hans berömda dödstempel med Abydoslistan. |
| Ramses II (Ramesisu Meriamun)                | Usermaatre Setepenre                       | Kanakht Merimaat                    | Ozimandias                       | 1279–1213      | Ramses II var en av de största faraonerna. Efter konflikter med hettiterna undertecknades det första fredsfördraget i världshistorien. Byggde mest av alla faraoner. Det bibliska uttåget från Egypten inträffade troligen under hans långa regeringstid. Tillägg: Uttåget ur Egypten ägde rum 1513 b.c.e. Ofta nämns Ramses II (från ”19:e dynastin”) som den farao som förtryckte israeliterna, eftersom Bibeln säger att de israelitiska arbetarna byggde städerna Pitom och Raamses. (2Mo 1:11) Man menar att de här städerna byggdes under Ramses II:s regering. Merrill Unger säger emellertid följande: ”Men eftersom Ramses II är känd för att ta åt sig äran för sina föregångares bedrifter, är det tämligen säkert att han bara byggde om eller utvidgade dessa städer.” (Archaeology and the Old Testament, sid. 149) ”Rameses” tycks redan på Josefs tid (ca 1750 b.c.e) ha varit namnet på en hel landsdel. (1Mo 47:11) |
| Merneptah (Merenptah Hotephermaat)           | Baenre Meriamun                            | Kanakht Haiemmaat                   | Amenophat                        | 1213–1204      | Försvarade framgångsrikt Egypten från angrepp av Sjöfolken och Libyerna. |
| Seti II (Seti Merenptah)                     | Userkheperure Setepenre                    |                                     | Sethos II                        | 1204–1198 (?)  | Flera viktiga papyrus härstammar från dennes regeringstid. |
| Amenmesse (Hekauaset)                        | Menmire Setepenre                          | Kanakht Merimaat Sementaui          |                                  | 1203–1200 (?)  | En exakt placering är osäker. Kanske var han en kung i en del av landet under Seti II:s regeringstid. |
| Siptah 1. Ramessu Siptah 2. Merenptah Siptah | 1. Sekhaenre Meriamun 2. Akhenre Setepenre | Kanakht Merihapi Seankhtaneb        |                                  | 1198–1193      | 1. Regeringsår 1 och 2. 2. Regeringsår 2 till 6. |
| Tausret (Setepenmut)                         | Satre Meritenamun                          | Kanakht Merimaat Nebanemnisutmiitmu | Thuoris                          | 1193–1190      | Hustru till Seti II som regerade som förmyndare för unga styvsonen Siptah och tog över efter dennes tidiga död. |
| 20:e dynastin                                |                                            |                                     |                                  |                | |
| Setnakhte (Mereramunre)                      | Userkhaure Setepenre Meriamun              | Kanakht Uerpekhti                   |                                  | 1190–1187      | Var förmodligen emot Tausrets styre och satt kort på tronen efter hennes död. |
| Ramses III (Ramesse Hekaiunu)                | Usermaatre Meriamun                        | Kanakht Aanesut                     |                                  | 1187–1156      | Krigade mot libyerna och Sjöfolken. Mördad i en konspiration inkluderande medlemmar av hans hushåll. |
| Ramses IV                                    | 1. Usermaatre Setepenamun 2. Hekamaatre    | Kanakht Ankhemaat                   |                                  | 1156–1150      | 1. Första året. 2. från andra året. Vann mot de sammansvurna som hade mördat hans far. Rättegången överlever på flera papyrus. |
| Ramses V (Ramesisu Amonkhepshef)             | Usermaatre Sekheperenre                    | Kanakht Menmaat                     |                                  | 1150–1145      | Viktiga papyrus, särskilt i rättshistoria överlever. |
| Ramses VI (Ramesisu Amunherkhepeshef)        | Nebmaatre Meriamun                         | Kanakht Aanakhtu Sankhtaui          |                                  | 1145–1137      | Attackerades av libyer redan under första året. |
| Ramses VII (Ramesisu Itiamun)                | Usermaatre Setepenre Meriamun              | Kanakht Kenanemnesu                 |                                  | 1137–1129      | Papyrus vittnar om en ekonomisk kris under dennes regeringstid. |
| Ramses VIII (Ramesisu Setkhepsef)            | Usermaatre Akhenamun                       |                                     |                                  | 1128           | |
| Ramses IX (Ramesisu Khaemuaset Meryamun)     | Neferkare Setepenre                        | Kanakht Kenkhemuaset                |                                  | 1127–1109      | Den ekonomiska krisen fortsätter och plundring av nekropolerna förekommer. |
| Ramses X (Ramesisu Amunherkhepeshef)         | Khepermaatre Setepenre                     | Kanakht Sekhaare                    |                                  | 1109–1105      | Son eller svärson till Ramses IX. |
| Ramses XI (Ramesisu Khaemuaset Mereramun)    | Menmaatre Setpenptah                       | Kanakht Merire                      |                                  | 1105–1076/70?  | Den pågående ekonomiska krisen leder till inbördeskrig. |

## Tredje mellantiden
även kallad Tredje intermediet
| Födelsenamn                                     | Regentnamn                   | Grekiska      | Årtal (f. Kr.)        | Anmärkningar |
| 21:a dynastin                                   | 21:a dynastin                | 21:a dynastin | 21:a dynastin         | 21:a dynastin |
| ----------------------------------------------- | ---------------------------- | ------------- | --------------------- | --- |
| Nesbanebdjed                                    | Hedjkheperre Setepenre       | Smendes       | 1069–1043             | Regerade troligen endast Nedre Egypten.                                                                                        |
| Amenemnesut                                     | Neferkare Hekauaset          |               | 1043–1039             | Endast omnämnd i sin efterföljare Psusennes I's grav.                                                                          |
| Pasebakhenniut                                  | Aakheperre Setepenamon       | Psusennes I   | 1039–991              | Grav upptäckt 1940 med många fynd.                                                                                             |
| Amenemope                                       | Usermaatre Setepen Meriamon  |               | 993–984               | Värdefulla gravgods hittades i hans grav.                                                                                      |
| Userker                                         | Aakheperre Setepenre         | Osochor       | 984–978               | Brukar kallas "Osorkon den Äldre" och var troligen av libyskt ursprung.                                                        |
| Siamon                                          | Netjerikheperre Setepenamon  |               | 978–959               | Första kungen som använde titeln "farao" (per-aa).                                                                             |
| Pasebakhenniut                                  | Titkheperure Setepenre       | Psusennes II  | 959–945               | Nästan helt okänd, möjligen identisk med översteprästen Psusennes III.                                                         |
| Överstepräster (runt 20:e och 21:a dynastierna) |                              |               |                       | |
| Piankh                                          |                              |               | 1087–1075             | En general i slutet på 20:e dynastin.                                                                                          |
| Herihor Siamon                                  | Hemnetjer Tepenamon          |               | 1076–1066             | Officer i armén och överstepräst av Amon i Thebe under Ramses XI. Visir under övergången från 20:e till 21:a dynastin.         |
| Pinudjem I Meriamon                             | Kheperkhaure Setepenamon     |               | 1070–1055             | Överstepräst och kung av Övre Egypten 1070/54-1032 och samtida med Smendes.                                                    |
| Masaharta                                       |                              |               | 1054–1046             | Son till Pinudjem I. |
| Djedkhonsuefankh                                |                              |               | 1046–1045             | Son till Pinudjem I. |
| Menkheperre                                     | Hemnetjer Tepienamon         |               | 1045–992              | Son till Pinudjem I. |
|                                                 |                              | Smendes II    | 992–990               | Son till Menkheperre. |
| Pinudjem II                                     |                              |               | 990–969               | Smendes II:s bror. |
| Pasebakhaennuit                                 |                              | Psusennes III | 969–945               | Kanske identisk med Psusennes II.                                                                                              |
| 22:a dynastin                                   |                              |               |                       | |
| Sheshonk I                                      | Hedjkheperre                 |               | omkring 946–924       | Expedition i Palestina och plundrade templet i Jerusalem.                                                                      |
| Osorkon I                                       | Sekhemkheperre Setepenre     |               | omkring 925–890       | Handlade med Syrien. |
| Takelot I                                       | Hedjkheperre                 |               | omkring 890–877       | Son till Osorkon I. |
| Sheshonk II                                     | Hekakheperre                 |               | omkring 924           | Överstepräst för Amon i Thebe och senare medregent med sin far Osorkon I.                                                      |
| Osorkon II                                      | Usermaatre Setepenamon       |               | 880 / 879–852 / 851   | Stödde Syrien och Palestina i kampen mot Assyrien. Medregent till Takelot Ifrån 886/885                                        |
| Harsiese I                                      | Hedjkheperre Setepenamon     |               | 870–860               | Överstepräst för Amon i Thebe, och mot-kung                                                                                    |
| Endast i Övre Egypten                           |                              |               |                       | |
| Takelot II                                      | Hedjkheperre                 |               | 852 / 851–831 / 830   | Tillsatte sin son Osorkon som överstepräst i Thebe vilket ledde till konflikt med Harsiese II.                                 |
| Auput I                                         |                              |               | 831 / 830–?           | En småkung i Thebe. |
| Osorkon III                                     | Usermaatre Setepenamon       |               | 790–762               | Nilen steg väldigt högt under hans tid.                                                                                        |
| Takelot III                                     | Usermaatre Setepenamon Siese |               | 762–754               | Ursprungligen Överstepräst för Amon i Thebe.                                                                                   |
| a Ini                                           |                              |               | 754–749               | Endast som graffiti i Karnak.                                                                                                  |
| b Pajeftjauemauibastet                          |                              |               | 749–727               | Lokal kung i Herakleopolis. |
| Sheshonk VI                                     |                              |               | 727–715               | Osäker existens. |
| Endast i Nedre Egypten                          |                              |               |                       | |
| Sheshonk III                                    | Usermaatre Setepenre         |               | 863–825 / 813         | Byggprojekt i deltat. |
| Sheshonk IIIa                                   |                              |               | möjligen 825–813      | Osäker existens. |
| Pami                                            | Usermaatre Setepenamon       |               | 813–804 v. Chr        | Mot slutet på hans regeringstid drabbades landet av hungersnöd.                                                                |
| Sheshonk V                                      | Aakheperre / Aakheperure     |               | 804–767               | Större byggprojekt i Tanis i slutdelen av regeringstiden.                                                                      |
| Pedubast II                                     |                              |               | 767–732 / 730         | Härskare i Tanis. |
| Osorkon IV                                      | Aakheperre Setepenamon       |               | 732 / 730–715 / 13    | Överlämnade sig till kushiten Pije.                                                                                            |
| 23:e dynastin                                   |                              |               |                       | |
| Pedubast I                                      | Usermaatre Setepenamon       |               | 856 / 855–831 / 830   | Motkung till Takelot II, Sheshonk III och Osorkon. Son till Takelot II.                                                        |
| Sheshonk IV                                     | Usermaatre                   |               | 831 / 830–825 / 824   | Osäker existens. |
| Rudamon                                         | Usermaatre                   |               | 759–754               | Styrks av ett fåtal byggen i Karnak och Medinet Habu.                                                                          |
| Iupet II                                        |                              |               | 753–730 v. Chr        | Motkung till Pije. |
| 24:e dynastin                                   |                              |               |                       | |
| Tefnakte                                        | Schepsesre                   |               | 727–720               | Ursprungligen en lokalkung i Sais grundade den 24:e dynastin.                                                                  |
| Bakenrenef                                      | Wahkare                      | Bokhoris      | 720–716               | Styrkt endast av en stele och några skarabéer.                                                                                 |
| 25:e dynastin (kushiter)                        |                              |               |                       | |
| Alara                                           |                              |               | 780–760               | Regerade troligen inte i själva Egypten.                                                                                       |
| Kashta                                          | Maare                        |               | 760–746               | Erövrade Nubien och Egypten till Assuan.                                                                                       |
| Pije                                            | Usermaatre / Menkheperre     |               | 746–716               | Fortsatte kampanjerna och lyckades erövra hela Egypten.                                                                        |
| Shabaka                                         | Neferkare                    |               | 716–707/706           | Första Kushkungen som levde i Egypten.                                                                                         |
| Shebitko                                        | Djedkaure                    | Shabatka      | 707/706–691           | Palestina förlorades i ett slag mot assyrierna.                                                                                |
| Taharka                                         | Khuinefertemre               | Tarakos       | 691–664               | Kämpade mot assyrierna som erövrade norra Egypten ner till Thebe ca 667                                                        |
| Tanutamon                                       | Bakare                       | Tementhes     | 664–657               | Kort återerövring av norra Egypten.                                                                                            |
| Överstepräster för Amon                         |                              |               |                       | |
| Iupet                                           |                              |               | 944–924               | Son till Sheshonk I. |
| Sheshonk II                                     | Maakheperre Setepenre        |               | 924–894               | Under senare år farao i 22:a dynastin.                                                                                         |
| Iuwelot                                         |                              |               | 894–884               | Son till Osorkon I. |
| Smendes III                                     |                              |               | 884–874               | Son till Osorkon I. |
| Harsiese I                                      | Hedjkheperre Setepenamon     |               | 874–860               | Son till Sheshonk II. |
| ..diu..                                         |                              |               | 860–855               | Son till Harsieses I. Fullständigt namn saknas.                                                                                |
| Nimlot                                          |                              |               | 855–840 eller 855–845 | Son till Osorkon II. |
| Takelot                                         |                              |               | 845–840               | Son till Nimlot, möjligen identisk med Takelot, som följde efter Harsiese II.                                                  |
| Osorkon                                         |                              |               | 840–785               | Möjligen identisk med Osorkon III.                                                                                             |
| Harsiese II                                     |                              |               | 835–800               | Kanske ett barnbarn till Harsiese I.                                                                                           |
| Takelot                                         |                              |               | 800–775               | Son till Nimlot, kanske identisk med dennes efterträdare, annars en yngre son med samma namn.                                  |
| osäkert                                         |                              |               | 775–765               | |
| Takelot III                                     | Usermaatre Setepenamon       |               | 765–754               | Blev senare kung i 23:e dynastin.                                                                                              |
|                                                 |                              |               | 754–704               | Ingen överstepräst tillsatt eller fylld av två okända personer.                                                                |
| Haremakhet                                      |                              |               | 704–660               | Son till Shabaka. |
| Harkhebi                                        |                              |               | 660–644               | Son till Haremakhet. |
|                                                 |                              |               | 644–595               | Ingen överstepräst tillsatt eller fylld av två okända personer.                                                                |
| Ankhnesneferibre                                | Hekatneferumut               |               | 595–560               | Guds Maka till Amon. |
| Nitokris II                                     |                              |               | 560–550               | Dotter till Amasis. |
| Guds Maka till Amon (Övre Egypten)              |                              |               |                       | |
| Karomama Meritmut I                             |                              |               | 870–840               | Möjligen dotter till Harsieses I.                                                                                              |
| Tashaheper                                      |                              |               | 770 ?                 | |
| Shepenupet I                                    | Khenemetibimen               |               | 754–714               | Dotter till Osorkon III. |
| Amenirdis I                                     | Khatneferumut                |               | 740–700               | Dotter till Kashta. |
| Shepenupet II                                   | Henutneferumut               |               | 710–650               | Dotter till Pije. |
| Amenirdis II                                    |                              |               | 670–640               | Dotter till Taharka. |
| Nebetneferumut                                  |                              | Nitokris I    | 656–595               | Dotter till Psammetikus I |
| Ankhnesneferibre                                | Hekatneferumut               |               | 595–525               | 595–560 Översteprästinna till Amon.                                                                                            |
| Assyriskt styre                                 |                              |               |                       | |
| Esarhaddon                                      |                              |               | 681–669               | Den antiassyriska politiken under 25:e dynastin fick honom att angripa Egypten. Han lyckades erövra deltat. I Egypten från 671 |
| Assurbanipal                                    |                              |               | 669–627               | Efter Esarhaddons död återupptog han erövringen av Egypten och kastade slutligen ut kushiterna. Stannade i Egypten till 664    |

## Sentiden
| Födelsenamn                              | Regentnamn                | Grekiska          | Årtal (f. Kr.) | Anmärkningar |
| 26:e dynastin                            | 26:e dynastin             | 26:e dynastin     | 26:e dynastin  | 26:e dynastin |
| ---------------------------------------- | ------------------------- | ----------------- | -------------- | --- |
| Psamtik                                  | Wahibre                   | Psammetikus I     | 664–610        | Flyttade huvudstaden från Memphis till Sais. Stödde assyrierna mot mederna och skyterna.                                                    |
| Nekau                                    | Wehemibre                 | Necho II, Neko II | 610–595        | Skapade för första gången i Egyptens historia en marin styrka. Lät bygga en kanal mellan Nilen och Röda havet.                              |
| Psamtik                                  | Neferibre                 | Psammetikus II    | 595–589        | Startade ett förebyggande krig mot Nubien och förstörde sin fars och kushkungars monument.                                                  |
| Wahibre                                  | Haaibre                   | Apries, Uafres    | 589–570        | Efter militära misslyckanden i Palestina och Libyen uppror lett av Amasis.                                                                  |
| Ahmose                                   | Khnumibre                 | Amasis            | 570–526        | Ledde Egypten till nya kulturella och ekonomiska framsteg.                                                                                  |
| Psamtik                                  | Ankhkaenre                | Psammetikus III   | 526–525        | Besegrades av perserna i Pelusium. Den siste inhemska faraonen.                                                                             |
| 27:e dynastin (första persiska perioden) |                           |                   |                | |
| Kembetjet                                | Mestiure                  | Kambyses II       | 525–522        | Son till Kyros II. Erövrade och införlivade Egypten i det persiska riket.                                                                   |
| Pedubast III                             | Seheruibre                |                   | 522–520?       | Kortlivad motkung. Revolterade mot Kambyses II satrapen (guvernör) Arjandes.                                                                |
| Darius                                   | Setutre                   | Dareios I         | 521–486        | Besökte personligen Egypten 518 |
|                                          |                           | Psammetikus IV    | omkring 486    | Efter Dareios I död stod tronen övergiven i ett par år tills perserna återetablerade den. Styrks av demotiska dokument.                     |
|                                          |                           | Xerxes I          | 486–466        | Misslyckades erövra Grekland trots enorm armé.                                                                                              |
|                                          |                           | Artaxerxes I      | 465–424        | Besegrad i slaget vid Papremis av en enad armé av egyptier, libyer och greker.                                                              |
| Iretheru                                 |                           | Inaros            | 460–456        | Motkung av libysk härkomst. Korsfästes i Persien 454                                                                                        |
|                                          |                           | Xerxes II         | 424–423        | Mördades i sömnen av Sogdianus. |
|                                          |                           | Sogdianus         | 423            | Tillfångatogs och avrättades av Dareios II.                                                                                                 |
|                                          |                           | Dareios II        | 423–404        | Försökte med grekiskt understöd göra Egypten självständigt.                                                                                 |
|                                          |                           | Artaxerxes II     | 404–402        | Blev inte erkänd som farao i Nedre Egypten förrän 402                                                                                       |
| 28:e dynastin                            |                           |                   |                | |
| Amonirdisu                               |                           | Amyrtaios         | 404–399        | Erkändes först bara i Nedre Egypten omkring 400. Senare i övre Egypten.                                                                     |
| 29:e dynastin                            |                           |                   |                | |
| Nefaarud                                 | Baenre Mernetjeru         | Neferites I       | 399–393        | Stöttade Sparta i kriget mot perserna. |
| Hornebkha                                |                           | Mutis             | 393-392        | Enligt Manetho var han son till Neferites I. Inga samtida bevis på att han existerat.                                                       |
| Hakor                                    | Khenemmaatre              | Akoris            | 393–380        | Bedrev en anti-persisk politik. |
| Pasherienmut                             | Userre Setepenptah        | Psammuthis        | 392–391        | Motkung. |
| Nefaarud                                 |                           | Neferites II      | 380            | Regerade bara i 4 månader. |
| 30:e dynastin                            |                           |                   |                | |
| Nekhetnebef                              | Kheperkare                | Nektanebos I      | 379–360        | Avsatte Neferites II. Lyckades avvärja ett persiskt invasionsförsök 373                                                                     |
| Djedhor                                  | Irimaatenre               | Teos              | 360–359        | Vann tillbaka Palestina och Syrien med hjälp av grekiska legosoldater.                                                                      |
|                                          | Senedjemibre Setepenheret | Nektanebos II     | 359–341        | Stödde uppror mot perserna som trots det stegvis erövrade Egypten igen från 341                                                             |
| 31:a dynastin (andra persiska perioden)  |                           |                   |                | |
|                                          |                           | Artaxerxes III    | 341–338        | Han lyckades på kort tid integrera Egypten i Persiska riket. Han gjorde mynt med sig själv som farao. Blev förgiftad av sin general Bagoas. |
|                                          |                           | Arses             | 338–336        | Tillsatt efter mordet på hans far. Regerade bara över Nedre Egypten och blev senare också förgiftad precis som hans far.                    |
| Khabash                                  | Senentenen                |                   | 338–335        | Nubisk motkung som ledde revolt i Övre Egypten.                                                                                             |
|                                          |                           | Dareios III       | 336–332        | Dareios III:s guvernör Mazak övergav Egypten till Alexander den store utan kamp.                                                            |

## Grekisk-romersk tid
332 f.Kr.- 395 e.Kr.
| Farao                                  | Regentnamn                                                | Årtal (f. Kr.)                        | Anmärkningar |
| Makedoniska regenter                   | Makedoniska regenter                                      | Makedoniska regenter                  | Makedoniska regenter |
| -------------------------------------- | --------------------------------------------------------- | ------------------------------------- | --- |
| Alexander den store                    | Meriamon Setepenre                                        | 332–323                               | Erövrade Egypten och grundade Alexandria.                                                                                          |
| Filip III Arrhidaios                   | Meriamon Setepenre                                        | 323–317                               | Alexanders halvbror. Ansågs svagsint och blev möjligen mördad av sin fru Olympias.                                                 |
| Alexander IV Aigos                     | Haaibre Setepenamon                                       | 317–310                               | Son till Alexander och Roxana. Mördad som 13-åring av Kassandros.                                                                  |
| Ptoleméerdynastin                      |                                                           |                                       | |
| Ptolemaios I Soter                     | Meriamon Setepenre                                        | 323–306 (guvernör) 306–285 (farao)    | En av Alexander den stores generaler. Byggde biblioteket i Alexandria. Berenike I var medregent till abdikationen 285              |
| Ptolemaios II Filadelfos               | Userkaenre Meriamon                                       | 285–283 (med sin far) 283–246 (ensam) | Inblandad i flera krig. Byggde Fyrtornet på Faros och var gift med Berenike I.                                                     |
| Ptolemaios III Euergetes               | Iuaennetjerui Senuisekhemankhre Setepamon                 | 246–222                               | Stor Ptolemaisk expansion. |
| Ptolemaios IV Filopator                | Iuaennetjerui Menkhusetep Ptahuserkare                    | 222–205                               | Vann slaget vid Rafia över Antiochos III.                                                                                          |
| Ptolemaios V Epifanes                  | Iuaennetjerui Merujitsetep Ptahuserkare                   | 205–180                               | Besittningarna i Europa och Mindre Asien gick förlorade. Giftmördad av sina hovmän.                                                |
| Ptolemaios VI Filometor                | Iuaennetjerui Peruisetepen Ptahkheper Irimaatenamonre     | 180–145                               | Påbörjade templen i File. Föll i slaget vid Oinoparas.                                                                             |
| Ptolemaios VII Neos Filopator          |                                                           | 145                                   | Son till Ptolemaios VI. Mördad av sin farbror Ptolemaios VIII.                                                                     |
| Ptolemaios VIII Euergetes              |                                                           | 170–163 145–116                       | Fördrev intellektuella och andra från Alexandria. Inbördeskrig (132–124) mot Kleopatra II Hade sin son Ptolemaios Memfites mördad. |
| Ptolemaios IX Soter II                 |                                                           | 116–107 88–80                         | Fördriven till Cypern. |
| Ptolemaios X Alexander I               |                                                           | 107–88                                | Försökte erövra Cypern. |
| Ptolemaios XI Alexander II             |                                                           | 80                                    | Son till Ptolemaios X. Mördade sin fru 19 dagar efter giftermålet och blev lynchad av medborgarna i Alexandria.                    |
| Ptolemaios XII Neos Dionysos (Auletes) | Iuaenpanetjernehem Setepenptah Irimaat                    | 80–58 55–51                           | Oäkta son till Ptolemaios IX. Romerska senaten såg honom som En vän till Rom.                                                      |
| Berenike IV                            |                                                           | 58–55                                 | Halvsyster till Kleopatra. Avsatte sin far, Ptolemaios XII som senare mördade henne.                                               |
| Kleopatra VII                          | Netjermerites                                             | 51–30                                 | Älskare till Julius Caesar och Marcus Antonius. Begick självmord efter Antonius gjorde detsamma.                                   |
| Ptolemaios XV Caesarion                | Iuapanetjernetinehem Setepenptah Irimaatre Sekhemankhamon | 44–30                                 | Son till Caesar. Medregent till sin mor Kleopatra VII. Mördad på order av Augustus.                                                |